# Saint-André-de-Vézines
Saint-André-de-Vézines è un comune francese di 127 abitanti situato nel dipartimento dell'Aveyron nella regione dell'Occitania.

## Società

### Evoluzione demografica
Abitanti censiti